# Szymanowice (powiat legnicki)
Szymanowice – wieś w Polsce położona w województwie dolnośląskim, w powiecie legnickim, w gminie Krotoszyce.
Nieopodal wsi znajduje się węzeł drogowy Legnica Południe łączący drogę ekspresową S3 z autostradą A4.

## Podział administracyjny
W latach 1975–1998 miejscowość administracyjnie należała do województwa legnickiego.

## Zabytki
Do wojewódzkiego rejestru zabytków wpisany jest:
- pałac, z drugiej połowy XVI w.